# Неоконченные предания Нуменора и Средиземья
«Неоконченные предания Нуменора и Средиземья» (англ. Unfinished Tales of Númenor and Middle-earth) — подборка историй и эссе авторства Дж. Р. Р. Толкина, которые не были опубликованы при его жизни. Они были опубликованы под редакцией Кристофера Толкина в 1980 году.
В отличие от «Сильмариллиона» (для которого разрозненные повествовательные фрагменты были изменены таким образом, чтобы сформировать единое непротиворечивое произведение), в «Неоконченных преданиях» текст приводится в таком виде, в каком его оставил Дж. Р. Р. Толкин. Редактировались по необходимости только имена персонажей (у автора была сбивающая с толку привычка пробовать давать персонажам разные имена в процессе написания черновиков). В результате некоторые материалы, составляющие книгу, представляют собой действительно недописанные истории, другие же — сборники информации о Средиземье. Каждое предание сопровождается длинным набором комментариев, объясняющих противоречивые и неясные моменты.
Аналогично «Сильмариллиону», Кристофер Толкин отредактировал и издал «Неоконченные предания» до полного изучения материалов из архива своего отца.
Книга предоставляет более подробную информацию о персонажах, событиях и географических объектах, только вскользь упомянутых во «Властелине колец». Эти истории включают объяснение происхождения Гэндальфа и прочих Истари (магов), рассказ о смерти Исильдура и потере Единого кольца в Ирисной низине, легенду об основании королевства Рохан — всё это помогает расширить знания и общее представление о Средиземье.
В книге есть история об Алдарионе и Эрендис — единственная известная история о Нуменоре до его падения. Карта Нуменора также включена в книгу.
Коммерческий успех «Неоконченных преданий» показал, что спрос на произведения Толкина через несколько лет после его смерти не только всё ещё присутствует, но даже демонстрирует рост. Воодушевлённый этим результатом, Кристофер Толкин начал работу над более амбициозным 12-томным изданием — «Историей Средиземья», охватывающим почти все тексты, написанные Толкином на соответствующую тему.

## Содержание
Часть первая: Первая эпоха
- «О Туоре и его приходе в Гондолин»
- «Нарн-и-хин Хурин»

Часть вторая: Вторая эпоха
- «Описание острова Нуменор»
- «Алдарион и Эрендис: жена моряка»
- «Род Эльроса: короли Нуменора»
- «История Галадриэли и Келеборна и Амрота, короля Лориэна»

Часть третья: Третья эпоха
- «Поражение в Ирисной низине»
- «Кирион и Эорл и дружба Гондора и Рохана»
- «Поход к Эребору»
- «Охота за кольцом»
- «Битвы у бродов Изена»

Часть четвёртая:
- «Друэдайн»
- «Истари»
- «Палантиры»